# Iole cacharensis
Iole cacharensis — вид певчих воробьиных птиц из семейства бюльбюлевых. До 2017 года считался подвидом Iole viridescens. Название птицы происходит от Качара, округа в индийском штате Ассам, расположенном на востоке страны. Подвидов не выделяют.

## Распространение
Обитают в северо-восточной части Индии и в юго-восточной части Бангладеш.

## Описание
Длина тела 19 см. Оперение птицы оливково-жёлтое, местами с более светлыми и ржавыми оттенками, хвост коричневый.

## Охранный статус
МСОП ещё не признаёт Iole cacharensis отдельным видом птиц, поэтому охранный статус ему пока не присвоен.